# Theridion spinitarse
Theridion spinitarse är en spindelart som beskrevs av O. Pickard-Cambridge 1876. Theridion spinitarse ingår i släktet Theridion och familjen klotspindlar. Inga underarter finns listade i Catalogue of Life.